# Stéphanie Polack
Pour les articles homonymes, voir Polack.
Stéphanie Polack est écrivaine et éditrice française née à Saint-Germain-en-Laye en 1977. 

## Biographie

### Formation
Après une classe préparatoire au lycée Henri-IV, Stéphanie Polack soutient en 1999 un DEA de lettres sur « Le silence et la littérature concentrationnaire » à travers les œuvres de Primo Levi et Robert Antelme.
Elle est la nièce par alliance de Jacques Fesch, issu d'une famille aisée de banquiers.

### Carrière éditoriale et littéraire
Elle entre au service de presse des éditions Grasset en novembre 2001. 
Parallèlement à son travail chez Grasset, elle publie chez Stock en 2007 son  premier roman, Route royale, repris en édition poche en 2009. 
Son deuxième roman, Comme un frère, est finaliste du prix France Inter 2012 et, la même année, lauréat du prix Gironde des Nouvelles Écritures. 
Devenue directrice littéraire chez Fayard, elle y réactive la littérature française ainsi que chez Pauvert en devenant l'éditrice, entre autres, de Blandine Rinkel,,  Aurélie Filippetti, Maria Pourchet, Jean-Marc Parisis, Nesrine Slaoui,  Marien Defalvard et Dorothée Janin. Elle publie aussi avec succès François Bégaudeau et Léonora Miano.
Elle intervient ponctuellement depuis 2013 dans divers journaux et médias : La Vie des idées (« Ce que l'historien traque »),  AOC ,  France Culture, Libération ou la Revue des Deux Mondes. Sa tribune dans Libération sur les phallocrates démissionnaires a suscité beaucoup de réactions.
En 2020, elle dirige et préface un livre collectif sur le désir et ses désordres auquel participent notamment Aurélien Bellanger, Camille Laurens, Eric Reinhardt, Laurent Binet. Ce livre remarqué figurera notamment en une de L'Obs.
En octobre 2022, Manuel Carcassonne, P-DG de Stock, annonce à Livres Hebdo que Stéphanie Polack rejoint sa maison d'édition à partir de la mi-novembre.

## Œuvre
- Route Royale, Paris, Éditions Stock, coll. « La Bleue », 2007, 116 p.  (ISBN 978-2-234-05963-4)[17]
- 11 Femmes : 11 Nouvelles inédites, Collectif, Paris, Éditions J'ai lu, 2008, 192 p.  (ISBN 978-2-290-00846-1)
- Comme un frère, Paris, Éditions Stock, coll. « La Bleue », 2012, 224 p.  (ISBN 978-2-234-06390-7)[18],[19]

— Prix Gironde-Nouvelles-Ecritures 2012
- Les corps hostiles, roman, Paris, Grasset, 2024  (ISBN 9782246836087).

— Prix Flaubert 2024